# Medalla Holmenkollen
La medalla Holmenkollen es el galardón noruego más importante en el ámbito del deporte de esquí. Se concede desde 1895 a aquellos deportistas, que han destacado internacionalmente por sus logros (especialmente aquellos que destacaron en Holmenkollen, en Oslo).
En la mayoría de los casos también se galardonó a deportistas nórdicos (esquí de fondo, salto de esquí, combinada nórdica). Dado que en Holmenkollen son pocas las carreras de esquí que se celebran, sólo 7 esquiadores de fondo han obtenido una medalla. Igualmente, hasta la fecha se galardonó a 5 miembros de la Casa Real noruega.
La mayoría de los galardonados son noruegos (105), seguidos de deportistas de Finlandia (14), Suecia (9), Alemania (8, 3 de ellos de la antigua RDA), Rusia (8, 3 de ellos de la antigua URSS), Austria (3), Japón (2), Italia (2), Suiza (2), Kazajistán (1), Polonia (1), Estonia (1) y Estados Unidos (1). Ningún deportista ha recibido la medalla en más de una ocasión. De los galardonados, 134 son hombres y 22 mujeres.

## Galardonados
| Año  | Galardonando                                                         | País                                                       |
| ---- | -------------------------------------------------------------------- | ---------------------------------------------------------- |
| 1895 | Viktor Thorn                                                         | Noruega                                                    |
| 1897 | Asbjørn Nilssen                                                      | Noruega                                                    |
| 1899 | Paul Braaten Robert Pehrson                                          | Noruega · Noruega                                          |
| 1901 | Askel Refstad                                                        | Noruega                                                    |
| 1903 | Karl Hovelsen                                                        | Noruega                                                    |
| 1904 | Harald Smith                                                         | Noruega                                                    |
| 1905 | Jonas Holmen                                                         | Noruega                                                    |
| 1907 | Per Bakken                                                           | Noruega                                                    |
| 1908 | Einar Kristiansen                                                    | Noruega                                                    |
| 1909 | Thorvald Hansen                                                      | Noruega                                                    |
| 1910 | Lauritz Bergendahl                                                   | Noruega                                                    |
| 1911 | Otto Tangen Knut Holst                                               | Noruega · Noruega                                          |
| 1912 | Olav Bjaaland                                                        | Noruega                                                    |
| 1914 | Johan Kristoffersen                                                  | Noruega                                                    |
| 1915 | Sverre Østbye                                                        | Noruega                                                    |
| 1916 | Lars Høgvold                                                         | Noruega                                                    |
| 1918 | Hans Horn Jørgen Hansen                                              | Noruega · Noruega                                          |
| 1919 | Thorleif Haug Otto Aasen                                             | Noruega · Noruega                                          |
| 1923 | Thorlaf Strømstad                                                    | Noruega                                                    |
| 1924 | Harald Økern Johan Grøttumsbråten                                    | Noruega · Noruega                                          |
| 1925 | Einar Landvik                                                        | Noruega                                                    |
| 1926 | Jacob Tullin Thams                                                   | Noruega                                                    |
| 1927 | Hagbart Haakonsen Einar Lindboe                                      | Noruega · Noruega                                          |
| 1928 | Torjus Hemmestveit Mikkjel Hemmestveit                               | Noruega · Noruega                                          |
| 1931 | Hans Vinjarengen Ole Stenen                                          | Noruega · Noruega                                          |
| 1934 | Oddbjørn Hagen                                                       | Noruega                                                    |
| 1935 | Arne Rustadstuen                                                     | Noruega                                                    |
| 1937 | Olaf Hoffsbakken Birger Ruud Martin P. Vangsli                       | Noruega · Noruega · Noruega                                |
| 1938 | Reidar Andersen Johan R. Henriksen                                   | Noruega · Noruega                                          |
| 1939 | Sven Selånger Lars Bergendahl Trygve Brodahl                         | Suecia · Noruega · Noruega                                 |
| 1940 | Oscar Gjøslien Annar Ryen                                            | Noruega · Noruega                                          |
| 1947 | Elling Rønes                                                         | Noruega                                                    |
| 1948 | Asbjørn Ruud                                                         | Noruega                                                    |
| 1949 | Sigmund Ruud                                                         | Noruega                                                    |
| 1950 | Olav Økern                                                           | Noruega                                                    |
| 1951 | Simon Slåttvik                                                       | Noruega                                                    |
| 1952 | Stein Eriksen Torbjørn Falkanger Heikki Hasu Nils Karlsson           | Noruega · Noruega · Finlandia · Suecia                     |
| 1953 | Magnar Estenstad                                                     | Noruega                                                    |
| 1954 | Martin Stokken                                                       | Noruega                                                    |
| 1955 | Rey Haakon VII Hallgeir Brenden Veikko Hakulinen Sverre Stenersen    | Noruega · Noruega · Finlandia · Noruega                    |
| 1956 | Borghild Niskin Arnfinn Bergmann Arne Hoel                           | Noruega · Noruega · Noruega                                |
| 1957 | Eero Kolehmainen                                                     | Finlandia                                                  |
| 1958 | Inger Bjørnbakken Håkon Brusveen                                     | Noruega · Noruega                                          |
| 1959 | Gunder Gundersen                                                     | Noruega                                                    |
| 1960 | Helmut Recknagel Sixten Jernberg Sverre Stensheim Tormod Knutsen     | República Democrática Alemana · Suecia · Noruega · Noruega |
| 1961 | Harald Grønningen                                                    | Noruega                                                    |
| 1962 | Toralf Engan                                                         | Noruega                                                    |
| 1963 | Alewtina Koltschina Pawel Koltschin Astrid Sandvik Torbjørn Yggeseth | Unión Soviética · Unión Soviética · Noruega · Noruega      |

| Jahr | Preisträger                                                              | Land                                                  |
| ---- | ------------------------------------------------------------------------ | ----------------------------------------------------- |
| 1964 | Veikko Kankkonen Eero Mäntyranta Georg Thoma Halvor Næs                  | Finlandia · Finlandia · Alemania Occidental · Noruega |
| 1965 | Arto Tiainen Bengt Eriksson Arne Larsen                                  | Finlandia · Suecia · Noruega                          |
| 1967 | Toini Gustafsson Ole Ellefsæter                                          | Suecia · Noruega                                      |
| 1968 | Rey Olaf V Assar Rönnlund Gjermund Eggen Bjørn Wirkola                   | Noruega · Suecia · Noruega · Noruega                  |
| 1969 | Odd Martinsen                                                            | Noruega                                               |
| 1970 | Pål Tyldum                                                               | Noruega                                               |
| 1971 | Marjatta Kajosmaa Berit Mørdre Reidar Hjermstad                          | Finlandia · Noruega · Noruega                         |
| 1972 | Rauno Miettinen Magne Myrmo                                              | Finlandia · Noruega                                   |
| 1973 | Einar Bergsland Ingolf Mork Franz Keller                                 | Noruega · Noruega · Alemania Occidental               |
| 1974 | Juha Mieto                                                               | Finlandia                                             |
| 1975 | Gerhard Grimmer Oddvar Brå Ivar Formo                                    | República Democrática Alemana · Noruega · Noruega     |
| 1976 | Ulrich Wehling                                                           | República Democrática Alemana                         |
| 1977 | Helena Takalo Hilkka Riihivuori Walter Steiner                           | Finlandia · Finlandia · Suiza                         |
| 1979 | Ingemar Stenmark Erik Håker Raissa Smetanina                             | Suecia · Noruega · Unión Soviética                    |
| 1980 | Thomas Wassberg                                                          | Suecia                                                |
| 1981 | Johan Sætre                                                              | Noruega                                               |
| 1983 | Berit Aunli Tom Sandberg                                                 | Noruega · Noruega                                     |
| 1984 | Lars Erik Eriksen Jacob Vaage Armin Kogler                               | Noruega · Noruega · Austria                           |
| 1985 | Anette Bøe Per Bergerud Gunde Svan                                       | Noruega · Noruega · Suecia                            |
| 1986 | Brit Pettersen                                                           | Noruega                                               |
| 1987 | Matti Nykänen Hermann Weinbuch                                           | Finlandia · Alemania Occidental                       |
| 1989 | Marja-Liisa Kirvesniemi                                                  | Finlandia                                             |
| 1991 | Vegard Ulvang Trond Einar Elden Ernst Vettori Jens Weißflog              | Noruega · Noruega · Austria · Alemania                |
| 1992 | Jelena Välbe                                                             | Rusia                                                 |
| 1993 | Emil Kvanlid                                                             | Noruega                                               |
| 1994 | Ljubow Jegorowa Wladimir Smirnow Espen Bredesen                          | Rusia · Kazajistán · Noruega                          |
| 1995 | Kenji Ogiwara                                                            | Japón                                                 |
| 1996 | Manuela Di Centa                                                         | Italia                                                |
| 1997 | Bjarte Engen Vik Stefania Belmondo Bjørn Dæhlie                          | Noruega · Italia · Noruega                            |
| 1998 | Fred Børre Lundberg Larissa Lasutina Alexei Prokurorow Harri Kirvesniemi | Noruega · Rusia · Rusia · Finlandia                   |
| 1999 | Kazuyoshi Funaki                                                         | Japón                                                 |
| 2001 | Adam Małysz Bente Skari Thomas Alsgaard                                  | Polonia · Noruega · Noruega                           |
| 2003 | Felix Gottwald Ronny Ackermann                                           | Austria · Alemania                                    |
| 2004 | Julija Tschepalowa                                                       | Rusia                                                 |
| 2005 | Andrus Veerpalu                                                          | Estonia                                               |
| 2007 | Frode Estil Odd-Bjørn Hjelmeset Simon Ammann Rey Harald V Reina Sonia    | Noruega · Noruega · Suiza · Noruega · Noruega         |